# Schi alpin la Jocurile Olimpice de iarnă din 2018
Probele sportive de schi alpin la Jocurile Olimpice de iarnă din 2018 s-au desfășurat în perioada 9-25 februarie 2018 la Centrul alpin Jeongseon și Centrul alpin Yongpyong la aflat în apropiere de Pyeongchang, Coreea de Sud.

## Sumar medalii

### Clasament pe țări
| Loc   | Țară                             | Aur | Argint | Bronz | Total |
| ----- | -------------------------------- | --- | ------ | ----- | ----- |
| 1     | Austria (AUT)                    | 3   | 2      | 2     | 7     |
| 2     | Elveția (SUI)                    | 2   | 3      | 2     | 7     |
| 3     | Suedia (SWE)                     | 2   | 0      | 0     | 2     |
| 4     | Norvegia (NOR)                   | 1   | 4      | 2     | 7     |
| 5     | Statele Unite ale Americii (USA) | 1   | 1      | 1     | 3     |
| 6     | Italia (ITA)                     | 1   | 0      | 1     | 2     |
| 7     | Cehia (CZE)                      | 1   | 0      | 0     | 1     |
| 8     | Franța (FRA)                     | 0   | 1      | 2     | 3     |
| 9     | Liechtenstein (LIE)              | 0   | 0      | 1     | 1     |
| Total | Total                            | 11  | 11     | 11    | 33    |

### Masculin
| Probă sportivă          | Aur                                 | Aur     | Argint                                | Argint  | Bronz                                | Bronz   |
| Coborâre detalii        | Aksel Lund Svindal · Norvegia (NOR) | 1:40,25 | Kjetil Jansrud · Norvegia (NOR)       | 1:40,37 | Beat Feuz · Elveția (SUI)            | 1:40,43 |
| Super-G detalii         | Matthias Mayer · Austria (AUT)      | 1:24,44 | Beat Feuz · Elveția (SUI)             | 1:24,57 | Kjetil Jansrud · Norvegia (NOR)      | 1:24,62 |
| Slalom uriaș detalii    | Marcel Hirscher · Austria (AUT)     | 2:18,04 | Henrik Kristoffersen · Norvegia (NOR) | 2:19,31 | Alexis Pinturault · Franța (FRA)     | 2:19,35 |
| Slalom detalii          | André Myhrer · Suedia (SWE)         | 1:38,99 | Ramon Zenhäusern · Elveția (SUI)      | 1:39,33 | Michael Matt · Austria (AUT)         | 1:39,66 |
| super combinata detalii | Marcel Hirscher · Austria (AUT)     | 2:06,52 | Alexis Pinturault · Franța (FRA)      | 2:06,75 | Victor Muffat-Jeandet · Franța (FRA) | 2:07,54 |

### Feminin
| Probă sportivă          | Aur                                                 | Aur     | Argint                                              | Argint  | Bronz                                           | Bronz   |
| Coborâre detalii        | Sofia Goggia · Italia (ITA)                         | 1:39,22 | Ragnhild Mowinckel · Norvegia (NOR)                 | 1:39,31 | Lindsey Vonn · Statele Unite ale Americii (USA) | 1:39,69 |
| Super-G detalii         | Ester Ledecká · Cehia (CZE)                         | 1:21,11 | Anna Veith · Austria (AUT)                          | 1:21,12 | Tina Weirather · Liechtenstein (LIE)            | 1:21,22 |
| Slalom uriaș detalii    | Mikaela Shiffrin · Statele Unite ale Americii (USA) | 2:20,02 | Ragnhild Mowinckel · Norvegia (NOR)                 | 2:20,41 | Federica Brignone · Italia (ITA)                | 2:20,48 |
| Slalom detalii          | Frida Hansdotter · Suedia (SWE)                     | 1:38,63 | Wendy Holdener · Elveția (SUI)                      | 1:38,68 | Katharina Gallhuber · Austria (AUT)             | 1:38,95 |
| super combinata detalii | Michelle Gisin · Elveția (SUI)                      | 2:20,90 | Mikaela Shiffrin · Statele Unite ale Americii (USA) | 2:21,87 | Wendy Holdener · Elveția (SUI)                  | 2:22,34 |